# Recorrupted
Recorrupted — міні-альбом американського дезкор-гурту Whitechapel, випущений лімітованим виданням 8 листопада 2011 року лейблом Metal Blade Records. Альбом складається з однієї оригінальної пісні, реміксів двох раніше випущених пісень колективу («This Is Exile» і «Breeding Violence»), акустичної версії «End of Flesh» та кавер-версії пісні Pantera «Strength Beyond Strength».

## Список композицій
| #     | Назва                                      | Тривалість |
| ----- | ------------------------------------------ | ---------- |
| 1.    | «Section 8»                                | 4:26       |
| 2.    | «Strength Beyond Strength» (кавер Pantera) | 3:47       |
| 3.    | «Breeding Violence» (Big Chocolate Remix)  | 2:52       |
| 4.    | «This Is Exile» (Ben Weinman Remix)        | 3:15       |
| 5.    | «End of Flesh» (Акустична версія)          | 4:19       |
| 17:59 |                                            |            |

## Учасники запису
Whitechapel
- Філ Бозман — вокал
- Бен Савадж  — соло-гітара
- Алекс Вейд  — ритм-гітара
- Зак Хаусхолдер — гітара
- Ґейб Крісп — бас-гітара
- Бен Харклроуд — ударні

Продюсування
- Мія Лаженесс — інженер запису,
- Марк Льюїс — міксування, мастеринг[5]
- Шон Каррано та Ендрю Реш — менеджмент[5]
- Майк Мілфорд — обкладинка[5]